# Réserve naturelle de la Toungouska
La réserve naturelle de la Toungouska est une réserve naturelle de Russie située au centre du plateau de Sibérie centrale dans le raïon de Tougounska-Tchinia appartenant au kraï de Krasnoïarsk. Elle a été instituée le 9 octobre 1995 et couvre une étendue de 296 562 hectares. Son nom est dû à la Toungouska Pierreuse dont elle suit le bassin. La zone surveillée est de 20 241 hectares. La station de la réserve est dans la localité de Vanavara.

## Description
La réserve se trouve à la limite sud de la zone de pergélisol, dans une zone de taïga de haut climat continental à fortes amplitudes. Sa température moyenne annuelle est de -6 °C. La période de végétation dure entre cent dix et cent vingt jours et le seul  mois de l'année sans gelée est le mois de juillet. Bien que la température moyenne de juillet soit de +16 °C, elle peut monter par beau temps à +30 °C pendant la journée. En hiver, la température peut descendre jusqu'à -55 °C ou -58 °C. C'est dans cette région qu'a eu lieu l'événement de la Toungouska au début du XXe siècle qui détruisit deux mille kilomètres carrés de végétation.
Le point le plus élevé de la réserve est le mont Lakour de 533 mètres d'altitude.

## Flore et faune
La forêt recouvre 70 % du territoire, les étendues marécageuses, 15 à 20 %.
Sont répertoriées dans la réserve cent quarante-cinq espèces d'oiseaux et plus de trente espèces de poissons dans la Toungouska Pierreuse, dont le lenok, le tougoune, l'ombre, le grand brochet, le gardon, l'ide mélanote, le yelets, le carassin argenté, la lotte de rivière, la perche ou la grémille.
Parmi les animaux habituels, on rencontre l'élan, l'ours brun, le lynx, la zibeline, le blaireau et le grand tétras.

## Source
- (ru) Cet article est partiellement ou en totalité issu de l’article de Wikipédia en russe intitulé « Тунгусский заповедник » (voir la liste des auteurs).